# مزرعه مهدی‌آباد (همدان)
مزرعه مهدی‌آباد یک منطقهٔ مسکونی در ایران است که در دهستان سبزدشت (کبودرآهنگ) واقع شده‌است. مزرعه مهدی‌آباد ۱٬۳۰۴ نفر جمعیت دارد.